# Éva Heyman
Éva Heyman (n. 13 februarie 1931, Oradea, România – d. 17 octombrie 1944, Lagărul de exterminare Auschwitz-Birkenau, Germania Nazistă) a fost o fetiță de treisprezece ani care, asemănător Annei Frank, a scris un scurt jurnal în ghetoul din Oradea, înainte de a fi deportată în lagărul de concentrare de la Auschwitz și de a deveni o victimă a Holocaustului.
Mama Évei a recuperat jurnalul la întoarcerea sa după război, publicându-l la Budapesta în 1948. Ulterior au fost publicate traduceri în alte limbi, inclusiv în română. Éva a fost denumită și Anne Frank a Transilvaniei sau Anne Frank de Oradea.
"Eva Stories", un proiect care ecranizează extrase din jurnal, a fost lansat în mai 2019 pe Instagram. Proiectul, care la bază este un film de 50 de minute, a  devenit viral cu peste 100 de milioane de vizualizări în 14 ore și 200 milioane de căutări pe google.

## Biografie (introducere)
Éva s-a nascut în 1931 în Oradea, teritoriu ce aparținea României din 1919 după semnarea Tratatului de la Trianon. Părinții ei de etnie evreiască, Ágnes (Agi) Rácz și Bela Heyman au divorțat în 1933. Mama ei, Agi, s-a recăsătorit cu scriitorul Béla Zsolt și s-a mutat la Budapesta, iar Éva a rămas la părinții mamei din Oradea care erau proprietarii unei farmacii. Tatăl ei, arhitectul Bela Heyman, locuia în cealaltă parte a orașului și o vedea numai sporadic. 
Juszti, guvernanta austriacă și creștină care a îngrijit-o pe mama sa, Agi, a devenit guvernanta Évei. În casa bunicilor locuia și Mariska Szabo, o bucătăreasă creștină care a salvat și păstrat jurnalul Évei după deportarea ei din ghetou. 
În 1942, Béla Zsolt a fost trimis împreună cu mulți alți evrei unguri la muncă forțată în Ucraina, dar Ágnes a reușit să-l elibereze.

## Persecutarea evreilor din Ungaria în timpul celui de-Al Doilea Război Mondial
Oradea făcea parte din teritoriul Transilvaniei de nord care a trecut in 1940 in administrația Ungariei sub numele maghiar de Nagyvárad. In vara anului 1941, a avut loc deportarea din Nagyvárad a evreilor care înainte de 1919 nu au avut pașaport maghiar, sau care erau apatrizi.  
Aceștia au fost deportați în Ucraina și uciși în Masacrul de la Kameneț-Podolski, primul masacru de peste 10.000 de evrei din timpul războiului (23.300 de evrei uciși în 3 zile!). Éva reamintește în jurnalul ei în mod repetat de prietena ei de școală, Marta, a cărui familie a fost printre acești deportați, menționând că aceștia au fost uciși.
În primăvara anului 1944, armata germană a ocupat Ungaria și imediat a declanșat o nouă persecuție a evreilor. Aceasta a fost organizată de Einsatzkommando-urile Eichmann, în cooperare cu autoritățile și miliția maghiară. Astfel, în numai două luni și jumătate (27 aprilie- 11 iulie 1944), au fost deportați la Auschwitz 437.402 de evrei în 147 trenuri, inclusiv cei din nordul Transilvaniei si Oradea. După o stopare temporară a deportărilor, alți 76.000 de evrei au fost trimiși în marșurile morții spre Austria, deoarece căile ferate spre Polonia și spre camerele de gazare nu mai funcționau odată cu apropierea Armatei Roșii, fiind scoase din uz de bombardamentele Aliaților.

## Persecutarea evreilor în Oradea 1944
În perioada interbelică, o treime din populația Oradei era formată din evrei.
În 31 martie 1944 forțe SS au pătruns în Nagyvárad, au intrat în Spitalul Evreiesc din oraș și au extorsionat de la șeful comunității evreiești, Sándor Leitner, livrarea de diverse bunuri.
Pe 6 aprilie a început teroarea, SS-ul evacuând case cu forța pentru nevoile sale.
La 18 aprilie membrii armatei maghiare Honvéd au început a se folosi de bunurile evreilor.
La 30 aprilie a avut loc o întâlnire în Nagyvárad între secretarul de stat al Ministerului de interne, László Endre (1895-1946), administrația municipală și căpitanul SS Theodor Dannecker. Primarul Dr. Istvan Soos a refuzat să participe și și-a dat demisia.
László Gyapay, noul primar, a dispus pe 3 mai 1944 constituirea a două ghetouri de 27,000 și, respectiv, 8.000 de evrei, populația evreiască având un termen de cinci zile pentru a se evacua. 
Au fost înființate un consiliu evreiesc sub conducerea lui Leitner, Ordnungsdienst (poliția evreiască a ghetoului) și o infirmerie. 
Locotenent-Colonelul Jandarmeriei Jenő Peterffy a inițiat acțiuni de căutare și jefuire a obiectelor de valoare începând din 10 mai.
Agravând situația deja dezastruoasă, el și trupa lui de la poliție și jandarmerie au început torturarea evreilor.
"Acolo evreii erau dezbrăcați și bătuți cu furtunurile; femeilor le erau introduse cabluri în uter, de multe ori în fața membrilor familiei". 
2.500 de oameni au fost trimiși la muncă forțată. 
Între timp a fost organizat transportul feroviar. Între 24 mai și 3 iunie ghetoul din Nagyvárad a fost evacuat și 3.000 de evrei au fost deportați zilnic cu trenul "spre est", la Auschwitz.

## "Vreau să trăiesc!", jurnalul Évei
"Am împlinit 13 ani. M-am născut în treisprezece, într-o zi de vineri"; astfel începe Éva jurnalul ei pe 13 februarie 1944.. 
Jurnalul a înregistrat atmosfera amenințătoare din februarie, apoi preluarea puterii de catre Germania și schimbarea guvernului de la Budapesta in mijlocul lunii martie. In continuare, a fost, după cuvintele farmacistului Rezső Rácz, instalarea violenței și a terorii în acest oraș de provincie, apoi deposedările evreilor din aprilie. 
Évei ii este confiscată bicicleta roșie la care ținea mult, evreilor fiindu-le acum interzisă posesia lor, dar se consolează gândindu-se că familia și-a păstrat totuși lucrul cel mai valoros, viața. 

Pe 1 mai, povestește despre pregătirile dinaintea mutării forțate în Ghetoul din Oradea:
"Am început cu toții să împachetăm, dar numai obiecte și numai atât cât a citit Agi (mama sa, n.r.), pe pancarte, că este admis. Știu că nu este un vis și totuși nu pot crede că e adevărat. Putem lua și lenjerie de pat, dar neștiind când vor veni să ne ducă, această lenjerie n-o putem împacheta. [...]

Micul meu Jurnal! Niciodată nu mi-a fost așa de frică!"

Pe 10 mai, la 5 zile dupa mutarea în ghetou, consemnează:
"Nu-mi pot închipui cum va fi în continuare. Mereu îmi zic, acum este cel mai rău, apoi singură îmi dau seama că tot timpul este posibil orice; mereu mai rău și chiar mult mai rău. Până acum am avut ce mânca, de aici înainte nu vom avea. Pe teritoriul ghetoului, la început, puteam merge unul la altul, acum nu mai avem voie să părăsim casa… Agi spune mereu că nu regretă nimic, numai să ne lase în viață. Noaptea, Micul meu Jurnal, am visat-o pe Juszti (guvernanta, n.r.), iar dimineața m-am trezit plângând."
Pe 17 si 18 mai povesteste în amănunt despre torturarea evreilor în fabrica de bere Dreher, precum le auzise povestite de adulți în timp ce stătea în pat fără să poată adormi.
Penultima consemnare pe 29 mai:
"Micul meu Jurnal, acum într-adevăr totul se sfârșește. Au împărțit ghetoul pe sectoare și ne duc pe toți."

Pe 30 mai într-o ultimă inregistrare, povestește despre trenurile cu deportați:
"Trebuie să fie groaznic în vagon; și acum nici nu mai zice nimeni că ne duc, toți spun că ne deportează."

"În fața casei noastre patrulează un jandarm. Ieri a fost în grădina Rhedely (actualul Parc N. Bălcescu-n.t.), căci de-acolo pornesc trenurile cu evrei. Nu din gară, ca să nu vadă cei din oraș – zice bunicul."

"Au înghesuit circa 80 de oameni într-un vagon și la atâția oameni le-au dat o singură găleată cu apă. Și mai groaznic este că au lăcătuit vagoanele. Pe canicula asta oamenii se vor sufoca!

"Jandarmul a spus că nu-i poate înțelege pe evreii ăștia. N-au plâns nici măcar copiii; toți se mișcau ca niște somnambuli; parcă nici nu mai trăiau. S-au urcat în vagoane împietriți, fără să scoată un cuvânt."

Eva incheie apoi jurnalul :
"Deși eu, Micul meu Jurnal, nu vreau să mor, eu vreau să trăiesc, chiar dacă din întreg sectorul numai eu aș putea rămâne aici. Aș aștepta sfârșitul războiului într-o pivniță, sau în pod, sau în orice gaură; eu, Micul meu Jurnal, m-aș lăsa sărutată și de jandarmul acela care se uită cruciș și care ne-a luat făina, numai să nu mă ucidă, numai să mă lase să trăiesc".
Când bucătăreasa Mariska ajunge în ghetou pentru a le aduce mâncare, primește jurnalul Évei si-l păstrează în siguranță până după război .

## Deportarea la Auschwitz
Pe 3 iunie 1944, Éva si bunicii săi au fost deportați la Auschwitz într-un vagon de vite pe ultimul tren cu deportați din Oradea. Acolo bunicii au fost trimiși imediat la camera de gazare, pe când Éva a fost selecționată de doctorul Josef Mengele pentru a fi subiectul unor experimente umane. A fost descoperită de Mengele cu picioarele umflate, probabil din cauza contractării tifosului și trimisă la gazare. A murit pe 17 octombrie 1944, la vârsta de treisprezece ani.

## Supraviețuitorii familiei

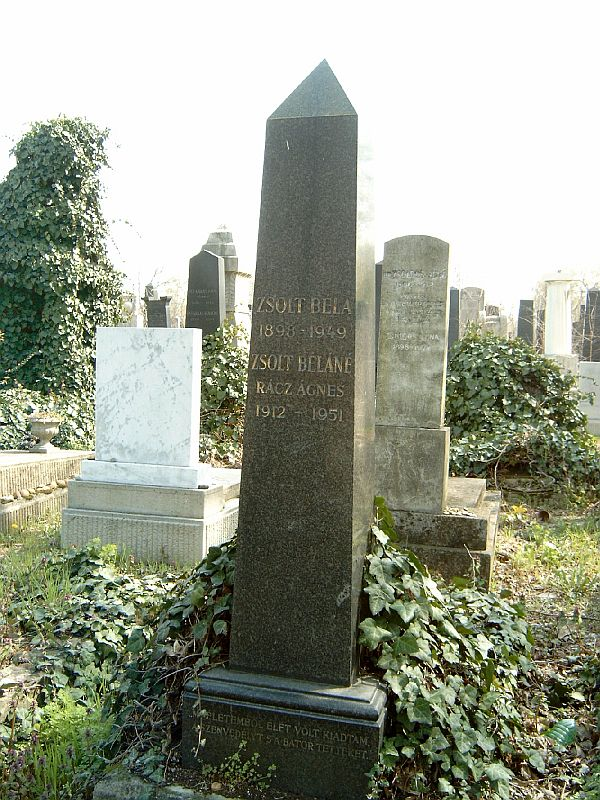
Mormântul lui Agnes Rácz și Béla Zsolt în Budapesta pe Kozma utcai izraelita temető (Cimitirul de pe Strada Kozma)

Tatăl Évei Béla Heyman a fost ucis la Auschwitz. 
Tatăl vitreg Béla Zsolt a scăpat de la deportare fiind ascuns in infirmeria ghetoului din Nagyvárad (Oradea). Apoi impreuna cu  mama Évei, Ágnes Zsolt, au făcut parte din grupul de aproximativ 1670 de evrei maghiari salvați prin tratativele dintre Rudolf Kasztner cu Adolf Eichmann. Au călătorit in notoriul tren al lui Kasztner, fiind transportați la sfârșitul lunii iunie 1944 în lagărul de concentrare Bergen-Belsen și ajungând de acolo în Elveția la începutul lunii decembrie 1944. 
Mama Évei a recuperat jurnalul Evei la întoarcerea sa după război, publicându-l la Budapesta in 1948. Apoi Ágnes s-a îmbolnăvit psihic și s-a sinucis într-un sanatoriu în 1951.
Béla Zsolt a publicat în 1946 romanul autobiografic Nouă valize despre fuga sa din ghetou. A murit în 1949, la Budapesta.

## Jurnalul: ediții și traduceri

### Maghiară (limba originală)
- Éva Heyman, Ágnes Zsolt: Eva lányom. Budapesta, Új Idők Irodalmi Intézet R. T. (Singer és Wolfner), 1948.
  - Budapesta: XXI. Szazad Kiado, 2011.

### Traduceri în română
- "Am trăit atît de puțin.- Micul meu jurnal", jurnalul Evei Heyman, traducere din limba maghiară de Oliver Lustig, Editura Alex, 1991. ISBN: 973-9011-02-0
- Ágnes Zsolt: Eva, fata mea, traducere din limba maghiară de Eva Galambos. Editura Hasefer, București, 2017. ISBN: 978-973-630-378-4
- Eva Heyman: "Am trăit atît de puțin.", Editura Paul Editions, 2019.

### Alte traduceri
- Yehudah Marton (EDS.): Yomanah shel Eṿah Haiman. Yad Vashem, Ierusalim, 1964. (Ebraică)
  - "Versiunea ebraică a fost publicată în 1964 în Ierusalim. Marton descrie istoria evreilor din Oradea cu caracteristicile sociale și culturale, vorbește despre Eva si familia ei și despre atmosfera în care Jurnalul a fost scris, într-o prezentare de douăsprezece pagini. În plus, Morton a adăugat note în text, care explică concepte care ar putea fi străine cititorului in ebraică."
- The diary of Éva Heyman. Introduction and notes by Judah Marton. Translated from Hebrew into English by Moshe M. Kohn. Yad Vashem, Jerusalem 1974.
  - The Diary of Eva Heyman: Child of the Holocaust. Shapolsky Publishers, New York, 1987, ISBN 0-933503-89-X.
- O parte a jurnalului în traducere din maghiară în engleză de Susan Geroe la yizkor
- Ágnes Zsolt:  Das rote Fahrrad, traducere din limba maghiară in germana de Ernö Zeltner. Include introducerea mamei și o postfață de Gábor Murányi, Viena: nișă publishing, 2012, ISBN 978-3-9503345-0-0
- Silviu Goran: Eva Heyman. Arhivat în 15 iunie 2017, la Wayback Machine.ISBN 973-8953-95-6(ro)
- Fragmente in Jacob Boas:  We are witnesses. five diaries of teenagers who died in the Holocaust. Henry Holt, New York, 1995, ISBN 0-8050-3702-0
  - Jacob Boas, în traducere olandeză: Eva, David, Moshe, Yitschak ro Anne: oorlogsdagboeken van joodse kinderen.
  - Jacob Boas în traducere rusă: Mi svideteli: dnevniki pi︠a︡ti podrostkov, zhertv Kholokosta. Optima, Kiev, 2001, ISBN 966-7869-05-9.
- Extrase din Laurel Holliday: Children in the Holocaust and World War II : their secret diaries Pocket Books, New York, New York: Pocket Books, 1995. [An anthology of twenty-three diaries written during the Holocaust by children, some of whom were later murdered by the Nazis]

## Comemorarea Évei
- Universitatea din Oradea a deschis Centrul de Cercetare a Istoriei Evreilor “Eva Heyman” în 2012.
- O piesă de teatru intitulată "Éva Heyman, o Anne Frank a Transilvaniei" a fost publicată de scriitorul Pașcu Balaci, un avocat orădean.[11][21]
- Piesa de teatru "Eva Heyman" in dramatizarea și regia lui Emil Sauciuc și Ioana-Maria Repciuc, ultima jucând și rolul Evei la Teatru Regina Maria din Oradea. [22][23]
- Statuia Evei a fost dezvelită în 2015 în parcul Nicolae Bălcescu din Oradea, parc de unde au fost deportati zilnic la Auschwitz câte 3.000 de evreii între 24 mai și 3 iunie 1944.[24][25][26][27][28]
- Casa Heyman din Oradea, str.Aurel Lazăr nr.3 a fost recent reabilitată și declarată monument istoric. Este casa unde s-a născut Éva, fiind proiectată de tatăl ei, Béla Heyman. Monograma instalată pe fațada principală este formată din literele B și H (Béla Heyman).

1. 1 2  „Éva Heyman”, Gemeinsame Normdatei, accesat în 27 aprilie 2014
2. 1 2  Éva Heyman, Autoritatea BnF
3. ↑  „Éva Heyman”, Gemeinsame Normdatei, accesat în 13 decembrie 2014
4. ↑  Autoritatea BnF, accesat în 25 martie 2017
5. ↑  Biographische Angaben zu Eva Heyman bei USHMM
6. ↑  „'EVA STORIES' ON INSTAGRAM GETS MILLIONS OF VIEWS”.
7. ↑  „Eva's Instagram Holocaust story goes viral worldwide”.
8. ↑  Isabel Kershner. „A Holocaust Story for the Social Media Generation”.
9. ↑  „Holocaust victim's story is documented through controversial new Instagram account”.
10. ↑  „'Eva's Stories:' The Holocaust seen through Instagram”.
11. 1 2  Mariana Gurgu. „Comemorarea Holocaustului în Oradea”. Digi 24. Accesat în 2 februarie 2017.
12. ↑  Lemma Nagyvárad, in: Guy Miron [Hrsg.
13. ↑  Wolfgang Benz: Arbeitserziehungslager, Ghettos, Jugendschutzlager, Polizeihaftlager, Sonderlager, Zigeunerlager, Zwangsarbeiterlager,  S. 365
14. ↑  Encyclopedia of the Holocaust, III, 1990, S. 1090
15. ↑  În text există indicații că Eva își ținea acest jurnal mai dinainte
16. 1 2 3  „Jurnalul Evei”.
17. ↑  „Eva Heyman,când oamenilor nu le e permis să trăiască”.
18. ↑  Béla Zsolt descrie adevărata dimensiune a agresării tinerelor în Ghetou în "Nouă valize"
19. ↑  Braham indică în acest caz că deportarea a fost pe 24
20. ↑  url=https://www.ushmm.org/wlc/en/idcard.php?ModuleId=10006554l%7Ctitlu=Eva Heyman - United States Holocaust Memorial Museum
21. ↑  PAȘCU BALACI. „EVA HEYMAN, O ANNE FRANK A TRANSILVANIEI”.
22. ↑  Smaranda Chișbora. „Povestea Evei: Spectacol de teatru despre fetița care a ținut un jurnal în ghetoul din Oradea”. ebihoreanul.ro. Accesat în 20 noiembrie 2021.
23. ↑  „Spectacol de teatru despre Eva Heyman, fetița care a ținut un jurnal în ghetoul de la Oradea / Comparată cu Anne Frank, și-a găsit sfârșitul tragic la 13 ani în lagărul de la Auschwitz”. g4media.ro. Accesat în 20 noiembrie 2021.
24. ↑  Cristina Ghilea (15. octombrie 2015). „Memorialul generației pierdute: Eva Heyman, imortalizată în Oradea”. Verificați datele pentru: |date= (ajutor)
25. ↑  Diana Grad, Digi24. „În amintirea unui copil-simbol. În Oradea a fost dezvelită statuia Evei Heyman”.
26. ↑  tikvah.ro. „Memorial pentru Eva”. Arhivat din original la 3 februarie 2017.
27. ↑  logopaper. „Statuia Evei Heyman în Parcul Bălcescu”.
28. ↑  Smaranda Chișbora. „O statuie a Evei Heyman va fi amplasată în Parcul Bălcescu în memoria copiilor evrei deportați din Oradea”.